# نورمن دلوا
نورمن دلوا (اسپانیایی: Norman Delva‎؛ زادهٔ ۱۵ ژوئیهٔ ۱۹۶۹) بازیکن فوتبال اهل گواتمالا بود.
وی همچنین در تیم ملی فوتبال گواتمالا بازی کرده است.